# Zámka
Zámka je výšinné sídliště a hradiště na severozápadním okraji pražských Bohnic. Bylo osídleno v eneolitu, době bronzové a v době hradištní. Jeho zbytky jsou chráněné jako jako kulturní památka ČR. Nachází se na vrcholové plošině ostrožny, jejíž západní a jižní svahy jsou součástí přírodní památky Zámky.

## Historie
Nejstarší stopy po osídlení lokality pochází ze středního eneolitu a náleží řivnáčské kultuře. Z doby bronzové pochází nálezy keramiky knovízské kultury a znovu byla ostrožna osídlena v době halštatské. Nejmladší stopy osídlení jsou ze střední doby hradištní. Ačkoliv mohla být ostrožna opevněna ve všech obdobích, dochované valy pochází podle archeologických výzkumů až z raného středověku. Původní hradby byly postaveny na přelomu osmého a devátého století a zanikly požárem koncem devátého století. Po požáru již hradiště nejspíše nebylo obnoveno.
První výkopy na hradišti prováděl Václav Krolmus v letech 1849–1854. Později se lokalitě věnovali mimo jiné Josef Ladislav Píč a Rudolf Turek.

## Stavební podoba
Staveništěm hradiště se stala trojúhelníkovitá ostrožna nad pravým břehem Vltavy. Severní strana ostrožny spadá do Drahanského údolí. Strmější svahy jsou na jižní straně a západní stranu chránil prudký skalnatý sráz nad Vltavou. Jeho podobu ovlivnil kamenolom, který poškodil část plochy hradiště. Pouze na východní straně je ostrožna dobře přístupná, a proto se zde nejspíše nacházel vstup do hradiště.
Pozůstatky hradeb se dochovaly v podobě nevýrazné terénní vlny na severní straně a v podobě dva metry vysokého valu na východní straně. Severní hradbu tvořila dvojice dřevěných stěn, mezi kterými byly nasypány dvě vrstvy hlíny překryté kamenným zásypem. Požár hradby, způsobil její zříceni směrem dovnitř hradiště. Z příčné hradby, která chránila nejužší část přístupové šíje, se dochovalo těleso valu složené ze dvou vrstev barevně odlišné hlíny, ale starší výzkumy údajně zachytily také stopy dřevěné roštové konstrukce.
Nevýraznou stopou po opevnění je také žlábek vysekaný ve skalním podloží na západní straně. Jeho hloubka se pohybovala od patnácti do dvaceti centimetrů a široký byl až čtyřicet centimetrů. Výzkum ho odkryl v délce čtrnácti metrů, ale část žlabu byla již dříve zničena těžbou kamene. Předpokládá se, že sloužil k ukotvení palisády. Jeho datování je nejisté, a mohl vzniknout v kterékoliv fázi osídlení ostrožny.